# NGC 2774
NGC 2774 je galaksija u zviježđu Raku.

## Vanjske poveznice
- SEDS: NGC 2774